# Археологический музей Задара
Археологический музей Задара (хорв. Arheološki muzej Zadar) — археологический музей в г. Задаре (Хорватия). Современное здание находится перед монастырским комплексом Св. Марии, вдоль променада Шимуна Кожичича Беньо. Музей был основан в 1832 году, и, после сплитского музея, является вторым по древности подобным учреждением в Далмации. С 1893 по 1954 годы музей находился в Церкви Св. Доната.

## Музей
В своих трёх залах музей экспонирует большой археологический материал задарского края, который относится к праистории, античности и раннему средневековью:
- 1 (Первый этаж): Средневековая коллекция
- 2 (Второй этаж): Коллекция подводной археологии, Римская коллекция (ныне на реконструкции)
- 3 (Третий этаж): Доисторическая коллекция

Часть музейной коллекции каменных памятников и немало римских архитектурных декоративных фрагментов демонстрируются под открытым небом на форуме, неподалёку от музея.

### Первый этаж
Тысячелетнее заселение задарского края оказалось плодотворной почвой для археологических раскопок, которые проводятся на протяжении последних двух столетий. В результате этих раскопок были обнаружены крупные археологические находки, что обогатили коллекцию Археологического музея. В зале на первом этаже размещается материал раннего средневековья (VIII—XI вв.), эпохи, в которой развивалось средневековое хорватское государство, важнейшие центры которого были именно на задарской территории, хотя сам Задар находился под византийской властью и был экономическим и культурным центром Далмации. Большая часть зала демонстрирует погребальный инвентарь больших древних могильников, среди которых особенно выделяется могильник на Ждрияце вблизи г. Нина. Кроме посуды также найдены украшения, металлические шпоры, деньги и оружие. Высокую ценность имеют представленные в этой коллекции элементы каменной церковной мебели, особенно из города Задара. Это алтарные перегородки из церкви Св. Недилицы и Св. Ловры с повествовательными сценками, а также портал Св. Ловры и мраморная перегородка из кафедрального собора. Над залом доминирует каменный балдахин из церкви Св. Фомы. Среди эпиграфических памятников с исторической точки зрения важное значение имеет экспонат, взятый из каменной алтарной перегородки из Шопота, недалеко от городка Бенковаца, в котором упоминается имя хорватского князя Бранимира (879—892).

### Второй этаж
В зале на втором этаже демонстрируются предметы материальной культуры и художественные изделия античной эпохи, которые в этих краях связываются с римской культурой романизированных либурнов в период между I в. до н. э. и великим переселением народов, которое состоялось в VI в. У самого входа в зал выставлена надпись, свидетельствующая о том, что задарская крепостная стена была построена в эпоху императора Августа. Часть зала посвящена находкам, которые относятся к римской армии, прежде всего тем, которые были найдены в большом военном лагере в Бурнуме (местечко Ивошевцы вблизи Кистанье).
Следующая часть помещения отражает способы погребения и демонстрирует различные могильные надгробия. В секции, посвящённой античному Задару, доминирующую позицию занимает макет реконструкции городского центра с форумом, тавернами, капитолием с храмами и городской базиликой. Здесь выставлено также большое количество фрагментов архитектурных украшений, напольная керамика, скульптура и много разных изделий художественных ремёсел, некоторые из которых были изготовлены в отдельных римских провинциях Хиспании, Греции, Малой Азии и Сирии. Особую ценность античной археологической коллекции представляют собой стеклянные изделия и стеклянная посуда эпохи I—III вв. Среди немалого количества римской скульптуры, своей ценностью и монументальностью выделяются две скульптуры римских императоров, относящиеся к I в., которые были найдены в городе Нине. Статуя императора Клавдия выставляется в зале на втором этаже, но ещё более монументальная скульптура императора Августа находится в атриуме музея. Эти работы были сделаны в неких мастерских, которые действовали в метрополии.
На втором этаже, в меньшем по размеру зале, представлены религиозные культы северной Далмиции. Здесь находятся макеты древнехристианских зданий позднеантичной и ранневизантийской эпохи в Мулинах и реликварий из городка Новальи. Выставлены также предметы готического периода, найденные в задарских окрестностях.

### Третий этаж
Праисторическая коллекция размещается на 3-м этаже. Предметы, которые здесь экспонируются, показывают сначала находки древних остатков первой человеческой общности древнего каменного века. За ними следуют ценные и многочисленные находки разнообразной декоративной керамики, относящиеся к новому каменному веку, преимущественно из богатого участка в селе Смилчич в районе Равни Котари. Следующие экспонаты принадлежат культуре медного, затем бронзового века. Кроме керамики, здесь представлено много образцов украшений, а также медного и бронзового оружия. Большое научное значение имеют находки периода железного века, связанных с культурой либурнов, иллирийского народа, который поселился в прибрежных районах от реки Кркы до реки Раши в Истрии. Поскольку либурны были умелыми мореплавателями и торговцами, то среди других находок было найдено и довольно много раскрашенной керамики, привезённой из Апулии (южная Италия) и из Греции.